# Bodo Spranz
Bodo Spranz (* 1. Januar 1920 in Nordhausen am Harz; † 1. September 2007 in Bremen) war ein deutscher Offizier und erfolgreicher Sturmgeschützkommandant der Wehrmacht. Im Oktober 1943 wurde er mit dem 308. Eichenlaub zum Ritterkreuz des Eisernen Kreuzes ausgezeichnet. Nach dem Krieg war er ein bekannter deutscher  Ethnologe (Altamerikanist).

## Leben

### Wehrmacht
Bodo Spranz besuchte die Grundschule und das Realgymnasium in Schwerin. Nach dem Reichsarbeitsdienst kam er im Jahr 1938 als Fahnenjunker zur 8. Batterie des Artillerie-Regiments 12 (Schwerin). Mit dieser Einheit kämpfte er im Rahmen der 12. Infanteriedivision beim Überfall auf Polen. Im Januar 1940 wurde er zum Artillerie-Regiment 209 versetzt (209. Infanteriedivision), wo er am 1. April 1940 zum Leutnant befördert wurde. Nach Teilnahme am Westfeldzug meldete er sich zur Sturmartillerie und kam am 21. Juli 1940 zur IV. Abteilung des Artillerie-Lehr-Regiments. Am 18. August 1940 wurde er Zugführer der Sturmgeschütz-Abteilung 185, mit der er ab Juni 1941 mit der Heeresgruppe Mitte an der Ostfront kämpfte.
Am 1. April 1942 wurde Spranz zum Oberleutnant befördert und war Chef der 2. Batterie der Sturmgeschütz-Abteilung 185, die er im Herbst 1942 bei den heftigen Kämpfen während der Schlacht von Welikije Luki führte. Am 6. Mai 1942 wurde er mit dem Deutschen Kreuz in Gold ausgezeichnet. Am 2. Juni 1943 wurde er Batteriechef der 1. Batterie der Sturmgeschütz-Abteilung 237, die er im Sommer und Herbst 1943 im Raum Smolensk erfolgreich führte, wofür er am 1. August 1943 zum Hauptmann befördert und am 3. Oktober 1943 von Adolf Hitler mit dem Eichenlaub zum Ritterkreuz des Eisernen Kreuzes ausgezeichnet wurde. Wie die Presse berichtete, habe der 23-jährige Spranz bis September 1943 74 Panzer abgeschossen und sei insgesamt neunmal verwundet worden. Er gehörte somit zu den erfolgreichsten Sturmgeschützkommandanten der Wehrmacht. Am 9. November 1943 trug sich Spranz in das Goldene Buch seiner Heimatstadt Nordhausen ein. Im April 1944 übernahm er einen Panzernahbekämpfungslehrgang.
Am 1. Dezember 1944 wurde er dann Ordonnanzoffizier beim Chef des Generalstabes des Heeres. Ab März 1945 war er noch zur Generalstabsausbildung zur 14. Armee nach Italien kommandiert worden. Bei Kriegsende befand er sich bei der 12. Armee im Kessel von Halbe und geriet im Mai 1945 in amerikanische Kriegsgefangenschaft, aus der er im Oktober 1945 entlassen wurde.
Auszeichnungen
- Eisernes Kreuz
  - 1. Klasse (2. Juli 1941)
- Verwundetenabzeichen (1939)
  - in Schwarz (4. September 1941)
  - in Silber (2. September 1942)
  - in Gold (8. Dezember 1942)
- Deutsches Kreuz in Gold (6. Mai 1942)
- Medaille Winterschlacht im Osten 1941/42 (28. Juli 1942)
- Panzervernichtungsstreifen 4 mal (27. August 1942)
- Sturmabzeichen
- Ritterkreuz des Eisernen Kreuzes (3. Oktober 1943)
  - 308. Eichenlaub zum Ritterkreuz (3. Oktober 1943)

### Wissenschaft
Von 1947 bis 1950 besuchte Spranz die Kunsthochschule Bremen und wurde 1951 als technischer Assistent am Übersee-Museum angestellt. An der Universität Hamburg studierte er Völkerkunde, Volkskunde und Vorgeschichte. Unter dem damaligen Ordinarius Franz Termer spezialisierte er sich auf das Gebiet der Altamerikanistik und erhielt von diesem auch ein Dissertationsthema in dieser Richtung. 1958 wurde er in Hamburg mit der Arbeit „Der Codex Borgia. Untersuchungen zur Ikonographie einer mexikanischen Bilderhandschrift der Vatikanischen Bibliothek in Rom“ promoviert. Nach der Promotion blieb er zunächst am Übersee-Museum Bremen.
Am 1. Juni 1962 wurde er hauptamtlicher Museumsleiter des Museums für Völkerkunde in Freiburg im Breisgau. Er habilitierte sich 1969 mit einer Schrift „Die Pyramiden von Totimehuacan/Puebla (Mexiko) und ihre Einordnung in die Entwicklung des präklassischen Pyramidenbaues in Mesoamerika“ an der Universität Freiburg und erhielt die Venia Legendi für Völkerkunde. 1984 wurde er pensioniert.

## Veröffentlichungen (Auswahl)
- Der Codex Borgia. Bremen 1958.
- Göttergestalten in den mexikanischen Bilderhandschriften der Codex Borgia-Gruppe. Steiner, Wiesbaden 1964.
- Kunst im alten Mexico. Museum für Völkerkunde, Freiburg i. Br. 1968.
- Die Pyramiden von Totimehuacan, Puebla und ihre Einordnung in die Entwicklung des präklassischen Pyramidenbaues in Mesoamerika. Freiburg i. Br. 1969.
- mit D. E. Dumond, Peter Hilbert: Las pirámides del Cerro Xochitecatl, Tlaxcala (México). Steiner, Wiesbaden 1978.
- Boote, Technik und Symbolik. Die Schiffahrt in aussereuropäischen Kulturen. Städtische Museen, Freiburg i.Br. 1984.